# ژورنال آو نوکلیر مدیسین
ژورنال آو نوکلیر مدیسین (به انگلیسی: Journal of Nuclear Medicine) یکی از ژورنال‌های تخصصی پزشکی هسته‌ای است. 
ناشر این ژورنال انجمن پزشکی هسته‌ای آمریکا است.